# Países Baixos nos Jogos Olímpicos de Inverno da Juventude de 2012
Os Países Baixos competiu nos Jogos Olímpicos de Inverno da Juventude de 2012, realizados em Innsbruck, Áustria.